# Gabrje pod Limbarsko Goro
Gabrje pod Limbarsko Goro – wieś w Słowenii, w gminie Moravče. W 2018 roku liczyła 47 mieszkańców.